# 2 Ukraińska Dywizja Radziecka
2 Ukraińska Dywizja Radziecka (ukr. 2-га українська радянська дивізія) – dywizja radziecka utworzona rozkazem nr 6 Wszechukraińskiego Centralnego Komitetu Wojskowo-Rewolucyjnego z 22 września 1918. Dowódcą został mianowany Wolodymyr Aussem.
W jej skład wchodziły 4 pułki piechoty, o numerach 1-4.
Od 15 kwietnia 1919 dywizję włączono do nowo utworzonej 1 Ukraińskiej Armii Radzieckiej. 